# صيخد

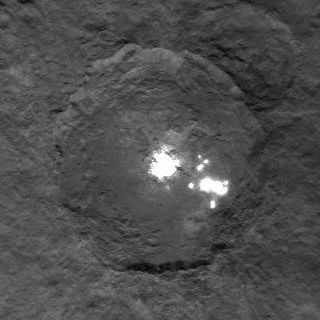
صياخد على الكوكب القزم سيريس.

الصَيْخَد هو بقعة لامعة على سطح كوكب أو نجم كالشمس، يوجد الصيخد الشمسي بجوار الكلف الشمسي.